# Casa Daniel (la Baronia de Rialb)
Casa Daniel és una masia de la Serra de Rialb, al municipi de la Baronia de Rialb (Noguera), que forma part de l'Inventari del Patrimoni Arquitectònic de Catalunya.

## Situació
Es troba, a tocar de la masia de ca l'Oliva, al sud del terme municipal, al cap d'amunt de les costes de la dreta del Rialb i el Segre, a la seva confluència abans de la construcció del pantà de Rialb. Queden al nord-est del nucli de la Serra de Rialb, del que els separa el barranc d'Orriol. Tenen una magnífica vista de la presa del pantà i del començament de l'embassament.
S'hi va des de la carretera C-1412b (de Ponts a Tremp) prenent el desviament a la dreta que es troba al punt quilomètric 8,2 (41° 57′ 28″ N, 1° 10′ 31″ E / 41.957674°N,1.175314°E). Està senyalitzat com "1,5 Can Daniel".

## Descripció

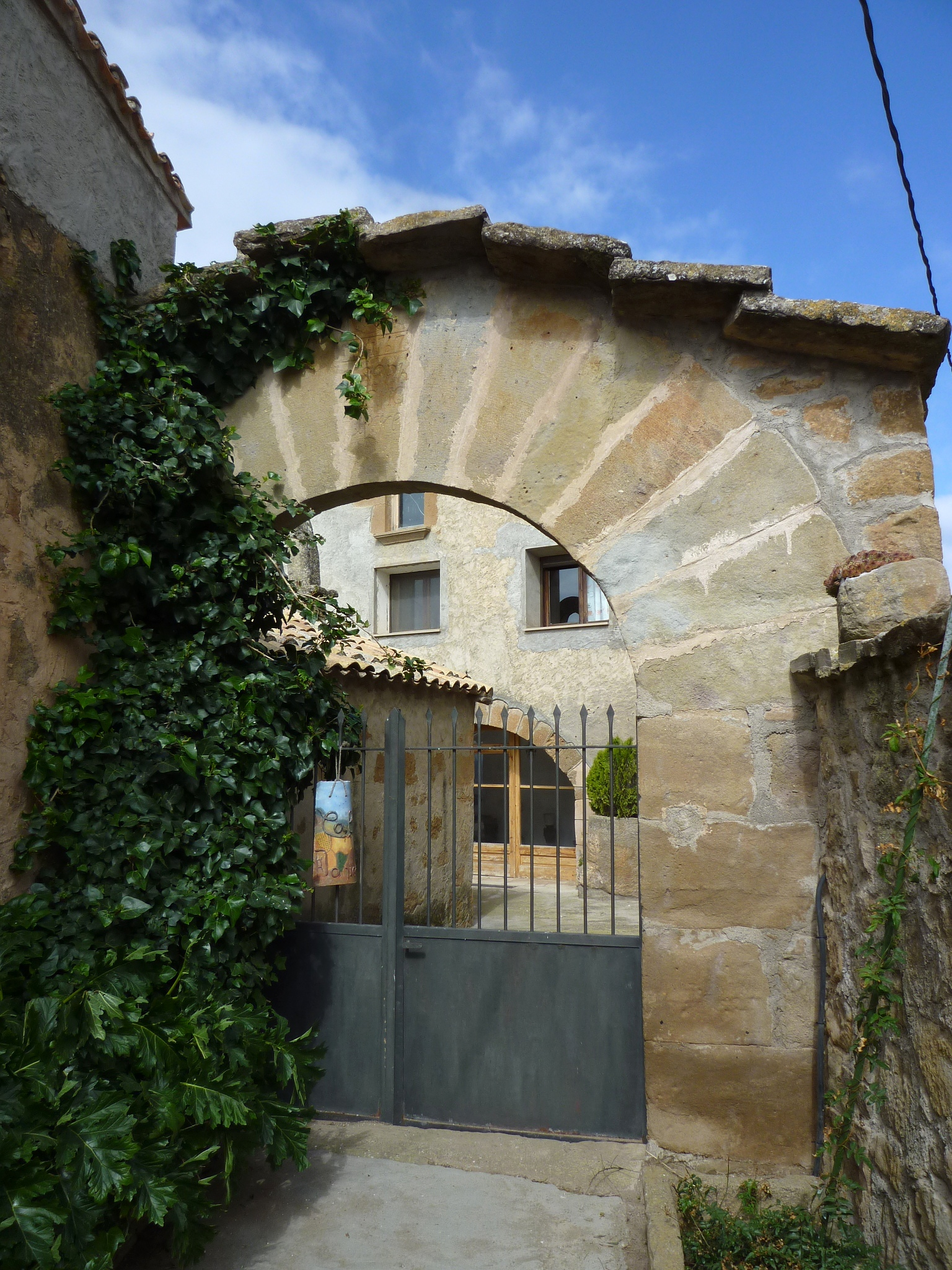
Portal adovellat

És un conjunt d'edificacions pairals amb coberts agrícoles annexes i amb capella a l'interior del pati d'accés. Es troba a dalt de la serra amb visual sobre la vall del Segre. El pati té una porta amb grans dovelles. Un porxo amb voltes de pedra dona accés a un altre portal adovellat. Les finestres estan cerclades per carreus de pedra i tenen un ampit amb ràfec renaixentista. Les voltes interiors són d'arcs rebaixats. Els anys 1790 i 1767 s'inscriuen a les llindes de les portes adovellades.